# Koninklijke Rijkswachtschool (Elsene)

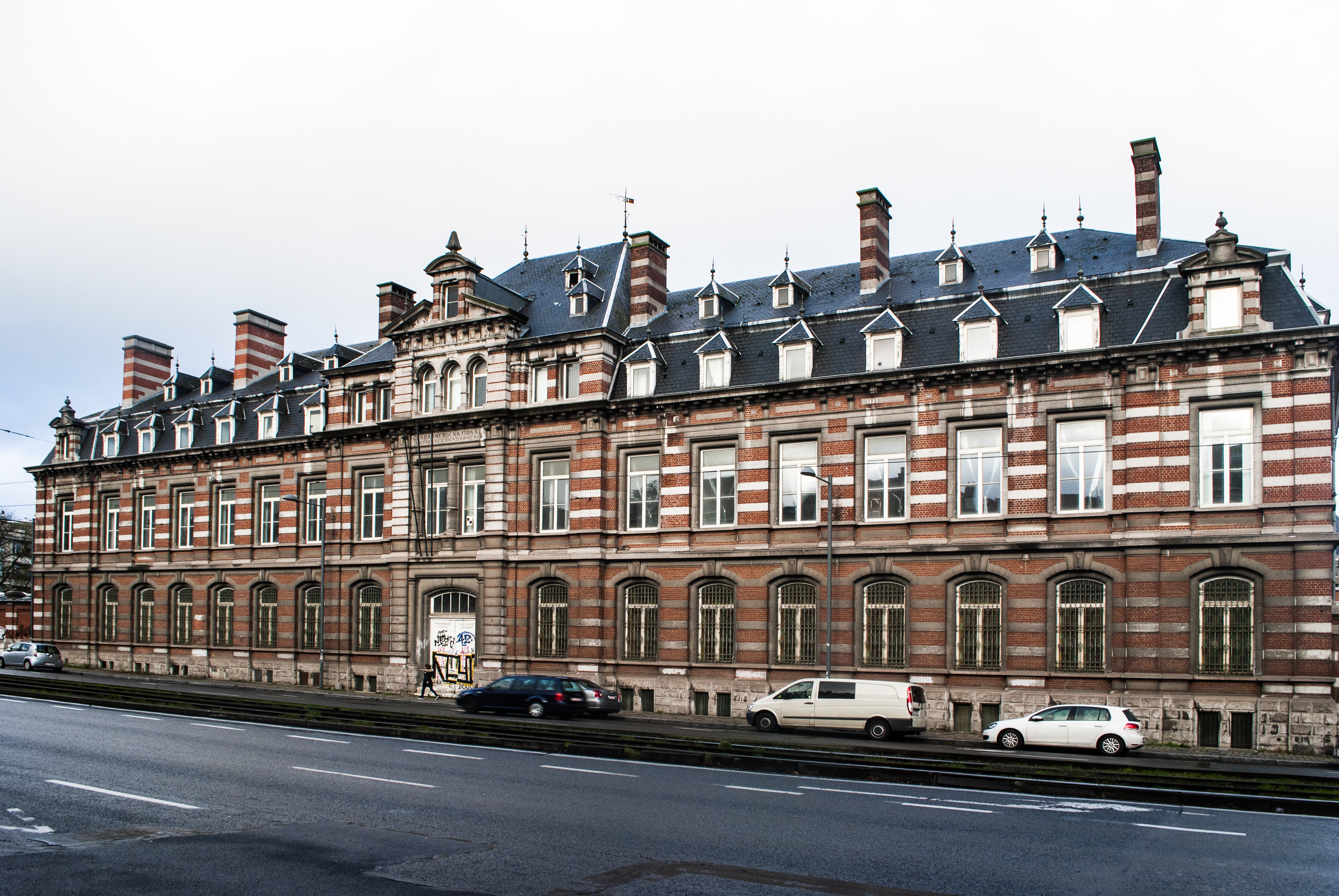
De voormalige Rijkswachtschool eind 2018

De voormalige Koninklijke Rijkswachtschool van Elsene (Frans: École royale de gendarmerie d'Ixelles) is een gebouw met achterliggend ommuurd complex in de Belgische gemeente Elsene in het Brussels Hoofdstedelijk Gewest en diende als school van de Rijkswacht. Het is gelegen aan de Generaal Jacqueslaan 210 en de Kroonlaan, vlak bij het station Etterbeek. Naar het noordoosten liggen de kazernes Luitenant-generaal Baron de Witte de Haelen en Majoor Géruzet. Naar het oosten ligt de Campus Etterbeek van de Vrije Universiteit Brussel. Sinds 2024 maakt het deel uit van het interuniversitair centrum Usquare.

## Geschiedenis
In 1863 stichtte men de gecentraliseerde opleiding Dépôt d'instruction voor aspirant-rijkswachters. Deze opleiding groeide uit tot de Koninklijke Rijkswachtschool.
Aan het einde van de 19e eeuw richtte men in Elsene een kazernewijk in waar een cavaleriekazerne, een artilleriekazerne, een militair ziekenhuis, een arsenaal, een militair station en in 1908 ook een Koninklijke Rijkswachtschool werden gebouwd. In 1909 kwam het gebouw klaar.
Tijdens de Tweede Wereldoorlog werden enkele gebouwen van de Rijkswachtschool verwoest, maar werden na de oorlog opnieuw herbouwd.
In 1946 werden de Kazerne Luitenant-generaal Baron de Witte de Haelen en Kazerne Majoor Géruzet door de Rijkswacht in gebruik genomen.
In 2001 ging het complex van de Rijkswacht over naar de Federale politie.
In 2017 werd het complex overgenomen door het Brussels Gewest voor een bedrag van 30 miljoen euro.
De Vrije Universiteit Brussel en de Université libre de Bruxelles gaan samen het complex omvormen tot een nieuwe wijk met woningen voor gezinnen, studentenkamers, een evenementenhal en universitaire onderzoeksruimtes.